# منوری، پاکستان
منوری (به انگلیسی: Manuri) یک روستا در پاکستان است که در پنجاب واقع شده‌است. منوری ۱۷۹ متر بالاتر از سطح دریا واقع شده‌است.